# 釜山軌道
釜山軌道（ぷさんきどう）は、日本統治時代の朝鮮半島に存在した鉄道会社である。朝鮮の私設鉄道の嚆矢とされる。

## 概要
釜山電燈（明治34年設立）を経営していた大池忠助が東萊温泉への湯治客の輸送を目的として、釜山鎮から東莱温泉までの鉄道敷設を計画した。1909年（明治42年）6月20日に出願したところ6月29日に特許となった。8月15日創立総会を開き大池忠助社長他役員を選任し29日釜山軌道株式会社（資本金5万円）を設立登記した。工事は順調に進み12月2日に釜山鎮-東莱南門間（4哩19鎖）が開通。12月19日に東莱南門-温泉場間（1哩76鎖）が開通した。軌間は2フィート、小型の蒸気機関車が客車を牽引した。
ところが釜山における電車、ガス、電燈事業を目的とした韓国瓦斯電気株式会社が計画され、発起人には男爵松平正直や東京馬車鉄道社長だった牟田口元学がおり、1910年（明治43年）5月18日に設立許可を得ると先行企業である釜山電燈、釜山軌道の買収をはかり、大池より承諾をとると10月18日に会社を設立（10月26日登記、本社東京 社長牟田口元学、取締役大池忠助）し、11月22日より軌道事業を継承した。ところが1911年（明治44年）4月25日に釜山鎮倉庫火災のため車両が被災してしまい機関車を修復し客車を新造するまでの間トロリーで旅客を輸送するアクシデントがあった。また買収許可の条件として2フィート6インチに改軌することがあり1912年（明治45年）3月20日から工事に着手し4月20日釜山鎮-東莱南門間開通。7月11日に東莱南門-温泉場間（総延長5哩8分）が開通した。さらに本来の目的である釜山市内および郊外の電車敷設に着手することになり、まず1915年（大正4年）11月1日に釜山鎮-東莱温泉間に電車が走るようになった。なをしばらくは蒸気機関車も併用されていたが市内線が開通し路線も延長されていき、1916年ころ蒸気機関車は廃止となった。（以降複線化や電車の増備が進められるが廃止までの歴史は釜山市電を参照）
なお韓国瓦斯電気は1913年（大正2年）に朝鮮瓦斯電気に社名変更し、1911年（明治44年）7月に東莱-慶洲間、慶州-大邱間ほか合計115哩の鉄道敷設免許を取得したが1914年（大正3年）朝鮮軽便鉄道（朝鮮中央鉄道）に譲渡している。

## 駅一覧
釜山鎮 - 西面（せいめん） - 巨堤里 - 東莱- 温泉場
- 『停車場一覧』昭和9年12月15日現在（国立国会図書館デジタルコレクション）

## 車両
蒸気機関車は当初2両。改軌後は安奉線で使用された機関車が1両ないし2両。客車は火災前は一等客車2両、二等客車2両、三等客車2両で一部車両はオープンカーであった。
- ドイツコッペル社製のタンク機関車（1907年製）同形機に名古屋市水道敷設事務所1号形蒸気機関車がいる。
- イギリスバークレイズ社のタンク機関車（1908年製）。
- 762mmに改軌された際に安奉線で使用されたアメリカボールドウィンタンク式機関車が導入された[6][7]。